# Ashley Williams (attrice)
Ashley Churchill Williams (12 novembre 1978) è un'attrice statunitense.

## Biografia
Ashley Williams è nata nella contea di Westchester, nello stato di New York. Suo padre Gurney Williams è un giornalista medico freelance, mentre sua madre Linda si occupa di raccolta fondi per la Michael J. Fox Foundation for Parkinson's Research. Ashley è la sorella minore di Kimberly, anche lei attrice, e cognata del cantante country Brad Paisley. Il 29 maggio 2011 si è sposata col produttore Neal Dodson.
Ha frequentato la Rye High School a Rye. Ha un Bachelor of Fine Arts ottenuto al conservatorio teatrale dell'Università di Boston, dove si è diplomata nel maggio del 2001. Dopo il college si è trasferita per un anno a Londra, dove ha frequentato la London Academy of Music and Dramatic Art e la Royal Academy of Dramatic Art, e studiato William Shakespeare.

### Carriera
Ha fatto il suo debutto sul grande schermo nel 1993 nel film Ritorno a Tamakwa - Un'estate indiana, accanto alla sorella Kimberly, in un piccolo ruolo non accreditato. Successivamente, dal 1995 al 2001, ha interpretato il ruolo di Danielle "Dani" Andropoulos nella soap opera Così gira il mondo.
Negli anni 2000 ha lavorato prettamente in televisione. Ha fatto parte del cast della serie televisiva Good Morning, Miami recitando nel ruolo di Dylan Messinger, e ha ottenuto ruoli ricorrenti in E-Ring e Huff; ha avuto inoltre ruoli da guest in Dawson's Creek, American Dreams, Detective Monk, Psych e Law & Order - Unità vittime speciali. Nel 2005 inizia anche la sua partecipazione alla sitcom How I Met Your Mother dove, pur non essendo nel cast regolare, interpreta periodicamente nel corso delle stagioni il personaggio di Victoria. Nello stesso tempo al cinema è apparsa in alcuni cortometraggi.
Nel 2006 ha recitato a teatro nella commedia Off-Broadway Burleigh Grime$. Il debutto a Broadway è avvenuto nel 2013, nella trasposizione scenica del romanzo Il momento di uccidere di John Grisham.
Nel frattempo, nel 2007 è stata tra i protagonisti della serie TV Side Order of Life nei panni di Rebecca, mentre tra il 2009 e il 2010 ha avuto un ruolo ricorrente in Saving Grace. Sempre nel 2010 ha recitato in due film per la televisione ispirati ai romanzi di Patricia Cornwell, mentre al cinema è stata tra i protagonisti del film indipendente Heterosexuals. L'anno successivo ha ottenuto ruoli in produzioni come Margin Call e Something Borrowed - L'amore non ha regole, e ha preso parte alla terza stagione della serie Warehouse 13.

## Filmografia

### Cinema
- Ritorno a Tamakwa - Un'estate indiana (Indian Summer), regia di Mike Binder (1993) – non accreditata
- The List, regia di Patricia K. Meyer – cortometraggio (2004)
- Numero Dos, regia di Kimberly Williams-Paisley – cortometraggio (2007)
- The Eight Percent, regia di Alexander Poe – cortometraggio (2009)
- Heterosexuals, regia di Robert McCaskill (2010)
- Margin Call, regia di J. C. Chandor (2011)
- Something Borrowed - L'amore non ha regole (Something Borrowed), regia di Luke Greenfield (2011)
- Una lozione d'amore (Scents and Sensibility), regia di Brian Brough (2011) – Elinor Dashwood
- Hearing Voices, regia di Erick Peyton – cortometraggio (2012)
- Sequin Raze, regia di Sarah Gertrude Shapiro – cortometraggio (2013)
- 1981: Indagine a New York (A Most Violent Year), regia di J. C. Chandor (2014)

### Televisione
- Così gira il mondo (As the World Turns) – soap opera, 49 episodi (1995-2001)
- Dawson's Creek – serie TV, episodio 5x23 (2002)
- American Dreams – serie TV, episodio 1x24 (2003)
- Good Morning, Miami – serie TV, 39 episodi (2002-2004)
- Nick e la renna che non sapeva volare (Snow), regia di Alex Zamm – film TV (2004)
- Detective Monk (Monk) – serie TV, episodio 4x07 (2005)
- E-Ring – serie TV, 6 episodi (2005-2006)
- How I Met Your Mother – serie TV, 16 episodi (2006-2014)
- Huff – serie TV, 8 episodi (2006)
- Making It Legal, regia di Gary Halvorson – film TV (2007)
- Psych – serie TV, episodio 1x09 (2007)
- Nora Roberts - Montana Sky (Montana Sky), regia di Mike Robe – film TV (2007)
- Law & Order - Unità vittime speciali (Law & Order: Special Victims Unit) – serie TV, episodio 8x15 (2007)
- Side Order of Life – serie TV, 10 episodi (2007)
- Snow 2: Brain Freeze, regia di Mark Rosman – film TV (2008)
- Novel Adventures – serie TV, 8 episodi (2008)
- Saving Grace – serie TV, 5 episodi (2009-2010)
- La complicata vita di Christine (The New Adventures of Old Christine) – serie TV, episodio 5x15 (2010)
- Patricia Cornwell - A rischio (At Risk), regia di Tom McLoughlin – film TV (2010)
- Patricia Cornwell - Al buio (The Front), regia di Tom McLoughlin – film TV (2010)
- Vi presento i miei (Retired at 35) – serie TV, episodio 1x06 (2011)
- Love Bites – serie TV, episodio 1x06 (2011)
- The Protector – serie TV, episodio 1x10 (2011)
- Warehouse 13 – serie TV, 4 episodi (2011)
- The Mentalist – serie TV, episodio 4x09 (2011)
- CSI - Scena del crimine (CSI: Crime Scene Investigation) – serie TV, episodio 12x15 (2012)
- Royal Pains – serie TV, episodi 4x05-4x06 (2012)
- Wedding Band – serie TV, episodi 1x08-1x10 (2013)
- Un Natale in città (Christmas in the City), regia di Marita Grabiak – film TV (2013)
- The Good Wife – serie TV, episodio 5x12 (2014)
- Bacio d'ottobre (October Kiss), regia di Lynne Stopkewich – film TV (2015)
- Amore tra i rami (Love on a Limb), regia di Mel Damski – film TV (2016)
- Girls – serie TV, episodio 6x01 (2017)
- Natale a Evergreen (Christmas In Evergreen), regia di Alex Zamm – film TV (2017)
- Ritorno ad Aurora - Un Natale speciale (Northern Lights of Christmas), regia di Jonathan Wright - film TV (2018)
- Natale a Evergreen - La lettera perduta (Christmas in Evergreen: Letters to Santa), regia di Sean McNamara – film TV (2018)
- Natale a Evergreen - Un pizzico di magia (Christmas in Evergreen: Tidings of Joy), regia di Sean McNamara – film TV (2019)

## Teatro
- Burleigh Grime$ (2006)
- A Time To Kill (2013)

## Doppiatrici italiane
Nelle versioni in italiano delle opere in cui ha recitato, Ashley Williams è stata doppiata da:
- Domitilla D'Amico in Patricia Cornwell - A rischio, Patricia Cornwell - Al buio, Margin Call, Ritorno ad Aurora - Un Natale speciale
- Francesca Fiorentini in Detective Monk, Nora Roberts - Montana Sky
- Laura Latini in Nick e la renna che non sapeva volare
- Alessandra Karpoff in How I Met Your Mother
- Stella Musy in Psych
- Perla Liberatori in  Una lozione d'amore
- Chiara Colizzi in Good Morning, Miami
- Monica Bertolotti in Something Borrowed - L'amore non ha regole
- Micaela Incitti in Warehouse 13
- Emanuela D'Amico in The Mentalist
- Roberta Pellini in CSI - Scena del crimine
- Irene Trotta in Girls